# Талдыколь (озеро, Узункольский район)
Талдыколь (каз. Талдыкөл) — озеро в Узункольском районе Костанайской области Казахстана. Находится в 17 км к юго-западу от села Пресногорьковка и в 5 км к юго-востоку от села Сокол.
По данным топографической съёмки 1959 года, площадь поверхности озера составляет 2,38 км². Наибольшая длина озера — 2,3 км, наибольшая ширина — 2,3 км. Длина береговой линии составляет 8,7 км, развитие береговой линии — 1,59. Озеро расположено на высоте 158 м над уровнем моря.